# Periodizzazione dell'allenamento sportivo
La periodizzazione dell'allenamento sportivo è una pratica utilizzata da atleti agonisti che praticano sport di squadra o individuale con l'obiettivo di raggiungere l'apice della prestazione sportiva durante la stagione delle gare.
Il concetto di periodizzazione moderna è stato formalizzato dal professore rumeno Tudor Bompa negli anni sessanta del Novecento. Alla base vi è una divisione in Programmazione e Pianificazione.

## Programmazione
La programmazione consiste nel definire, in dettaglio, gli esercizi che, uno dietro l'altro, compongono la singola seduta di allenamento. Viene identificata da Bompa come l'unità d'allenamento.

## Pianificazione
La pianificazione rappresenta l'alternanza in fasi lunghe, macrocicli, e brevi, microcicli, durante il periodo annuale che, a sua volta, viene distinto in monociclici, biciclici o triciclici, in base al numero dei periodi competitivi. L'allenatore avrà a disposizione un'ampia panoramica che gli permetterà di rendere al massimo la prestazione dell'atleta, evitando le fasi di sovrallenamento.
Lo scopo principale per l'atleta è riuscire a mantenere il livello massimo di forma non per un periodo prolungato ma breve, possibilmente in prossimità della gara o evento da disputare. La programmazione viene scandita in macrocicli e microcicli che caratterizzano la periodizzazione delle abilità biomotorie, ossia forza, velocità e resistenza. Oltre la progressione del carico che rimane il focus primario, Bompa individua quattro elementi:
- L'integrazione, ovvero il modo e il rapporto in cui forza, velocità e resistenza vengono allenate.[5] Un'ulteriore classificazione è data dalla distinzione in:
  - Integrazione complessa: forza, velocità e resistenza vengono sviluppate in sincronia. È indicata per gli atleti giovani o con poca esperienza in ambito sportivo.
  - Integrazione sequenziale: si presta maggiore attenzione allo sviluppo della forza, motivo per cui è consigliata ad atleti (con esperienza) di sport di potenza e velocità, in modo che non vengano trascurate le altre abilità.[6]
- Lo sviluppo di una determinata abilità, che può essere:
  - complesso, se vengono allenate due abilità contemporaneamente. Può essere introdotto all'interno della singola seduta di allenamento, microciclo o macrociclo;[7]
  - sequenziale, se le abilità vengono allenate una dopo l'altra in modo tale che la prima sia preparatoria per la seconda e così via.[8]
- La specificità dei mezzi di allenamento;
- La progressione del carico allenante. La maggior parte degli allenatori preferisce mantenere costante il carico durante il piano annuale; ci saranno sicuramente dei miglioramenti nella fase iniziale che, non potendo essere lineari e duraturi, sfoceranno in una condizione di stallo. Bompa suggerisce un modello ondulatorio in cui il carico viene alternato in base alle condizioni fisiche e mentali dell'atleta eseguendo dei test settimanali o mensili. In questo caso si parla di autoregolazione del carico.[9]

Per intraprendere un percorso di periodizzazione, l'atleta deve conoscere la propria forza massima negli esercizi cardini della disciplina di appartenenza per poi calcolare le percentuali che costituiranno l'intero volume dell'allenamento.

## Storia
L'idea di periodizzazione di Bompa nasce in seguito allo studio degli allenamenti dei sovietici, i quali parteciparono ai Giochi olimpici del 1952.
La prima, in assoluto, a concretizzare il concetto di periodizzazione di Bompa nella propria disciplina sportiva fu la rumena Mihaela Peneș che nei giochi olimpici di Tokyo del 1964 vinse l'oro nel lancio del giavellotto.
Bompa pubblicò, nel 1983, il libro Periodizzazione. Teoria e metodologia dell'allenamento che gli consentì di ottenere un notevole successo in Nord America.

## Programmare un allenamento
Riuscire a programmare un efficace allenamento vuol dire introdurre il giusto mix di esercizi generici, ovvero di rinforzo muscolare che sono simili per tutti gli sport, e specifici, cioè relativi alle peculiarità dei gesti motori come per esempio la schiacciata per un pallavolista. Nella prima parte della programmazione, che di solito va da 1 a 6 mesi in base allo sport, è preferibile un'alta concentrazione di esercizi generici e, di conseguenza, una bassa concentrazione di esercizi specifici. Le proporzioni si invertono in prossimità della stagione competitiva.

### Volume di allenamento
Il volume di allenamento rappresenta la quantità totale di serie, ripetizioni o tonnellaggio massimo svolta dall'atleta durante una sessione di allenamento. Esso è considerato uno dei fattori più importanti e varia in base allo sport praticato:
- volume elevato per gli sport di resistenza muscolare;
- volume moderato per quelli di forza.[11]

Per ottenere un'ottima prestazione nella propria disciplina è fondamentale che il volume cresca nel tempo in maniera lenta e graduale in modo da evitare infortuni e non affaticare il sistema nervoso dell'atleta. Per far fronte a questi possibili problemi, Bompa consiglia:
- una sessione di allenamento che non superi i 75 minuti;
- un volume di allenamento composto tra le 16 e le 32 serie totali;
- una variazione del volume che non superi il 50% all'interno di un macrociclo.[12]

### Numero di esercizi
Stabilire il numero di esercizi ottimale non è mai semplice; occorre prendere in considerazioni fattori come l'età dell'atleta, la sua anzianità d'allenamento e, soprattutto, le esigenze specifiche richieste dallo sport. Inserire un numero eccessivo di esercizi nell'unità d'allenamento danneggerebbe la salute dell'atleta.

### Ordine degli esercizi
Spesso l'ordine degli esercizi viene sottovalutato ma rappresenta una delle chiavi principali per progredire nel tempo e raggiungere gli obiettivi prefissati. I preparatori atletici dovrebbero tener conto della complessità motoria dell'esercizio; se sollecita più muscoli primari e richiede un alto livello di specificità, dovrebbe essere svolto nella prima parte dell'allenamento.

## Le variabili della programmazione
La programmazione atletica ha l'obiettivo di sviluppare tre diverse qualità dell'atleta: forza, potenza e resistenza muscolare.
Negli sport come il calcio, la pallavolo, la ginnastica, il football americano, il pugilato e tanti altri, queste qualità sono strettamente connesse e, non potendosi esprimere con la medesima intensità nel compimento di un singolo gesto motorio, spetta quindi al preparatore atletico o all'atleta stesso, se competente, manipolarle adattandole alla disciplina.

### Forza
La maggioranza degli sport richiede lo sviluppo della forza al fine di ottenere una prestazione di successo. Comunemente i concetti di forza e potenza vengono considerati sinonimi, ma dal punto di vista dell'allenamento la potenza rappresenta l'abilità di generare un dato movimento in maniera esplosiva nel minor intervallo di tempo possibile. La definizione di potenza, infatti, contiene al suo interno la massima espressione di forza e velocità.
La ciclizzazione della forza mira a raggiungere il livello più alto di forza massima. La periodizzazione della forza viene integrata in sport in cui la velocità è determinante e risulta funzionale al gesto tecnico eseguito dall'atleta durante la gara poiché i muscoli, avendo immagazzinato più forza, facilitano la contrazione muscolare in modo che l'atleta risulti più performante. A tale proposito, per non stressare il sistema nervoso, è buona norma inserire nella scheda di allenamento prima gli esercizi di velocità e, successivamente, quelli di forza.
L'atleta che intende massimizzare la propria forza dovrebbe tenere sotto osservazione la sua variazione di progresso durante l'arco annuale senza focalizzarsi sui miglioramenti dei brevi periodi.

### Resistenza muscolare
La resistenza muscolare non è altro che la combinazione tra resistenza e forza: ecco perché negli sport come canottaggio, ciclismo e nuoto a lunga distanza risulta particolarmente utile introdurre uno o più cicli di periodizzazione della forza in modo tale da offrire prestazioni di ottimo livello. Di conseguenza, un buon ciclista ha bisogno di un'adeguata dose di forza per rendere al massimo. Non deve essere trascurata la componente aerobica che, in questo caso, è di primaria importanza. Un buon preparatore atletico dovrà dosare, quindi, la giusta percentuale tra allenamenti dedicati alla forza e alla resistenza muscolare all'interno della periodizzazione annuale.

### Potenza
Essenziale per esprimere al massimo forza e velocità, la potenza è spesso sopravvalutata dagli allenatori che la integrano nei piani di allenamento in tutti i momenti della stagione sportiva negli sport in cui riveste una funzione primaria come il calcio, la pallacanestro, il tennis, la pallavolo, la ginnastica, le arti marziali.
È bene, dunque, dare più rilievo allo sviluppo della forza massima e della velocità di esecuzione che permetteranno all'atleta di raggiungere più rapidamente gli obiettivi prefissati in termini di potenza in modo che riesca a contrarre, in un tempo decisamente breve, i muscoli agonisti e a rilassare quelli antagonisti durante l'esecuzione del gesto tecnico.
Al contrario di ciò che si pensa comunemente, non è detto che un giocatore di pallacanestro, per esempio, che abbia una notevole massa muscolare e riesca a imprimere una grande quantità di forza, possa rendere altrettanta potenza.

## Le fasi della periodizzazione della forza
Per raggiungere il livello di potenza, di resistenza muscolare o di forza richiesto dallo sport interessato è funzionale conseguire, secondo Bompa, una corretta periodizzazione dell'allenamento della forza. Chiaramente negli sport in cui la forza gioca un ruolo di minore rilievo, come la maratona, sono sufficienti una o due sessioni di allenamento dedicate alla forza.
Per la maggior parte degli sport la periodizzazione della forza prevede l'alternanza di cinque stadi:
- Adattamento anatomico
- Ipertrofia
- Forza massima
- Conversione a forza specifica
- Scarico

### Adattamento anatomico
Lo scopo di questa fase iniziale è quello di portare l'atleta a un graduale assestamento della propria struttura anatomica in modo da ridurre il rischio di infortuni dovuti al mancato condizionamento muscolare e tendineo. Questi condizionamenti sono, invece, necessari per l'allenamento della forza specifica, diversa per ogni sport. Una particolare attenzione dovrà essere posta nello sviluppo della stabilità del core.
Per questa ragione è consigliato introdurre, prima e dopo la seduta di allenamento, esercizi per la mobilità e allungamento con enfasi sulle articolazioni che vengono coinvolte maggiormente dallo sport preso in esame. Di solito, gli allenatori preferiscono adottare un allenamento a circuito, ovvero l'alternanza tra un esercizio e l'altro con tempi di recuperi ridotti, con lo scopo di coinvolgere diversi gruppi muscolari a patto che l'intensità rimanga moderata.
Il coinvolgimento dei differenti gruppi muscolari, maggiore nei neofiti e minore nei veterani, associato alla condizione fisica dell'atleta, determina la durata e la frequenza dell'allenamento durante la settimana: breve e frequente per gli avanzati, lunga e saltuaria per i principianti.
Un corretto allenamento che riguardi l'adattamento anatomico dovrà avere queste caratteristiche:
- Carico di lavoro crescente
- Tempo sotto tensione decrescente
- Numero di serie alto
- Focus sulla tecnica di esecuzione[21]

### Ipertrofia
La fase di ipertrofia è prevista negli sport come il rugby, il football americano, il lancio del disco e del peso in modo che l'incremento della massa muscolare possa giovare alla prestazione sportiva dell'atleta.
Negli sport come il pugilato, la boxe e le arti marziali, la fase di ipertrofia viene utilizzata per passare a una categoria di peso superiore.
Le peculiarità di un allenamento mirato all'ipertrofia muscolare sono:
- Elevato stress meccanico durante la fase eccentrica del movimento;
- Stress metabolico;[27]
- Brevi tempi di recuperi;[28]
- Numero più o meno alto di serie;[29]
- Velocità di esecuzione medio-bassa per ottimizzare il tempo sotto tensione dei muscoli (TUT), elemento chiave per la crescita muscolare. Negli sport di potenza e velocità si consiglia comunque una rapidità d'esecuzione più alta, affinché il sistema nervoso centrale si adatti al gesto tecnico che l'atleta andrà a compiere in gara o in allenamento.[28]

I tempi di recupero tra una serie e l'altra dovrebbero dilatarsi in maniera progressiva man mano che il periodo di forza massima si avvicina.

### Forza massima
La fase di forza massima è un momento cruciale della stagione dell'atleta, il quale capirà, con la collaborazione del preparatore atletico, se le fasi precedenti abbiano prodotto i risultati che più o meno si aspettavano.
La forza massima di uno specifico gesto tecnico si esprime a pieno quando si acquisisce l'abilità di coinvolgere contemporaneamente tutti i muscoli primari. Essa dipende fortemente dalla sezione trasversa del muscolo e dal reclutamento delle fibre a contrazione rapida.
La durata della periodizzazione della fase di forza massima varia in base allo sport preso in esame:
- prolungata negli sport in cui il ruolo principale è giocato dalla forza
- breve in quelli il ruolo principale è giocato da potenza, velocità e/o resistenza[31]

#### Prima strategia
Uno dei metodi per incrementare la forza massima è sviluppare una buona coordinazione intramuscolare, ovvero la capacità di rendere efficace il reclutamento delle unità motorie di un dato muscolo. Gli allenatori consigliano di non eseguire gli esercizi fino all'esaurimento muscolare, solito del culturismo, ma di basare il proprio allenamento su alte percentuali di carico e numero di ripetizioni basse ed esplosive.

#### Seconda strategia
Un'altra metodologia consiste nel migliorare lo schema motorio del movimento con lo scopo di insegnare al proprio corpo a ottimizzare il reclutamento dei muscoli primari coinvolti in modo che il sistema nervoso centrale (SNC) venga stressato il meno possibile.
Tale tecnica è usata soprattutto per sport come la ginnastica, la pallavolo e la boxe, in cui è possibile produrre forza senza un sostanziale incremento del peso corporeo. Il cervello recluta, quindi, meno unità motorie rendendo più economico ed efficace il gesto tecnico allenato.

#### Maxex training
Il maxex training è una tecnica di allenamento che antepone esercizi di forza massima con alti carichi a esercizi di esplosività, spesso plicometrici.
Con lo scopo di reclutare al massimo le unità motorie a contrazione rapida responsabili della forza esplosiva, i preparatori di atleti di sport di velocità e potenza introducono questo metodo verso la fine della fase di adattamento anatomico o durante l'ultimo ciclo di forza massima, considerato l'elevato stress fisico e nervoso richiesto.
È, dunque, consigliabile avere alle spalle una solida esperienza nell'allenamento della forza e inserirla nel piano di allenamento per non più di due sedute settimanali riguardanti esclusivamente i muscoli motori primari.

### Conversione a forza specifica
Giunti a questa fase, l'atleta è consapevole di aver immagazzinato una sufficiente dose di forza generale tale poter essere convertita in forza specifica richiesta dalla disciplina.
Il focus principale della conversione a forza specifica non dovrebbe mirare direttamente alla stessa dovrebbe essere l'allenamento della tecnica, ovvero la coordinazione intermuscolare.
In base alla durata, al sistema energetico dominante e all'intensità del gesto tecnico ripetuto in gara o in allenamento, la forza specifica può identificarsi in:
- Potenza, se la durata è inferiore ai 10 secondi a intensità massima;
- Potenza resistente, se la durata va da 10 a 30 secondi a intensità elevate;
- Resistenza muscolare di breve durata, con un tempo che va da 30 secondi a 2 minuti a intensità alta;
- Resistenza muscolare di media durata, con un tempo che va da 2 a 8 minuti a intensità più o meno alta;
- Resistenza muscolare di lunga durata, con un tempo che supera gli 8 minuti a intensità più bassa.

Per richiamare il maggior numero di unità motorie possibili, gli esercizi che costituiscono il volume di allenamento devono essere svolti in maniera rapida ed esplosiva, con l'eccezione della conversione a resistenza muscolare di lunga durata.
È importante tenere a mente che se non riuscisse a eseguire una qualche ripetizione in modo rapido ed esplosivo, l'atleta dovrebbe fermarsi e recuperare per un tempo superiore a quello prestabilito precedentemente rilassando e sciogliendo i muscoli coinvolti durante il tempo di recupero.
Un qualsiasi allenamento decontestualizzato e mirato prevalentemente, per esempio, alla forza massima non risulta funzionale per avviare un corretto transfert sulla forza specifica.
Periodizzare e manipolare le diverse componenti, al contrario, permette una conversione più efficiente e incentrata sulle peculiarità dello sport corrispondente, come per esempio forza e velocità per un velocista, forza e resistenza per un maratoneta o un mezzofondista oppure forza e potenza per un tennista o un cestista.

### Scarico
Una pratica molto usuale che precede o segue una gara o un evento importante sia negli sport di forza, come lotta e sollevamento pesi, sia negli sport di resistenza, come nuoto e corsa sulla lunga o media distanza, è l'impiego dello scarico. In poche parole consiste nel ridurre l'intensità o il volume di allenamento per eliminare lo stress muscolare accumulato durante il periodo di ipertrofia e forza massima. Per non appesantire ulteriormente il sistema nervoso centrale (SNC) è opportuno non introdurre nuovi esercizi o nuove tipologie di allenamento.
Per gli sport di potenza e resistenza l'intensità viene, più o meno, diminuita rispettivamente del 5-10% e del 10-30% rispetto all'intensità esercitata nelle sessioni di allenamento abituali. Normalmente i picchi di riduzione vengono raggiunti durante la fine dell'ultima settimana di scarico. Il volume, invece, può essere abbassato del 40-60% rispetto al volume svolto durante le classiche sedute di allenamento.
Il periodo di scarico varia da uno a tre settimane in base alle condizioni fisiche, fisiologiche dell'atleta e alla durata dell'intera programmazione pre scarico; più lunga sarà stata quest'ultima, più corposa sarà la fase di scarico.
I criteri, quindi, che potrebbero incidere sulla durata dello scarico sono:
- Peso corporeo: se maggiore, il periodo di scarico sarà più lungo;
- Genere: se maschile, il periodo di scarico sarà più duraturo prestando meno attenzione al mantenimento della forza; se femminile, il periodo di scarico sarà meno duraturo puntando, al contrario, sul mantenimento della forza.[43]